# Littorophiloscia normae
Littorophiloscia normae är en kräftdjursart som först beskrevs av Van Name 1924.  Littorophiloscia normae ingår i släktet Littorophiloscia och familjen Philosciidae. Inga underarter finns listade i Catalogue of Life.